# Attaque de la base militaire Girasoles
Conflit armé colombien
Batailles
Années 1970

Anorí
Années 1980

Palais de justice
Années 1990
- Casa Verde
- Girasoles
- Las Delicias
- Quebrada El Billar
- Miraflores
- Mitú

Années 2000
- Berlín
- Reprise de la zone démilitarisée
- Alcatraz
- Jaque
- Fénix
- Dinastía

Années 2010
- Camaleón
- Sodoma
- Némésis
- Odiseo
- Combats de 2013 (processus de paix)

L’attaque de la base militaire Girasoles désigne une attaque perpétrée par les FARC le 8 janvier 1991 contre une base de l'armée nationale colombienne dans la Serranía de la Macarena, dans le sud de la Colombie, dans le département de Meta et plus précisément la municipalité de Mesetas. Elle fut commanditée par Jorge Briceño Suárez.
2 soldats colombiens furent tués et les FARC saisirent une quantité d'armes (20 fusils, 1 mortier, 138 grenades, du matériel de vision nocturne et des munitions).